# EC Passo Fundo
EC Passo Fundo is een Braziliaanse voetbalclub uit Passo Fundo in de staat Rio Grande do Sul. 

## Geschiedenis
De club werd opgericht in 1986 na een fusie tussen 14 de Julho en Gaúcho. Gaúcho was eind 1985 uit de hoogste klasse van het Campeonato Gaúcho gedegradeerd en 14 de Julho had al van 1979 niet meer in de hoogste klasse gespeeld, beide clubs hadden ook financiële problemen. De fusieclub werd onder de nieuwe naam EC Passo Fundo meteen kampioen in de tweede klasse en promoveerde zo. Gaúcho scheurde zich echter terug van de club af in 1987 en om aanspraak te maken op het ticket in de hoogste klasse bleef de club de nieuwe naam aanhouden. 
De club speelde tot 1994 in de hoogste klasse en daarna van 1997 tot 2006. In 2013 keerde de club opnieuw terug.